# Grenzwert (Chemie)
Grenzwerte sind Zahlenangaben in Spezifikationen, Normen, Verordnungen, Gesetzen, Verträgen  und sonstigen Vereinbarungen, die in der Chemie die Toleranz bezüglich einer gewünschten Beschaffenheit (Sollwert) festlegen. Im Gegensatz zu den tatsächlich gemessenen Istwerten geben sie die akzeptablen Messwerte an.

## Eigenschaften
Grenzwerte werden in untere Grenzwerte (Minimalwerte) und obere Grenzwerte (Maximalwerte) unterteilt. Beide Grenzwerte umfassen einen Sollwert-Bereich, z. B. einer Konzentration oder einer absoluten oder relativen (meistens in Prozentangaben) Masse oder Stoffmenge. Je nach Methode und begleitendem Messfehler können relative Grenzwerte auch Werte unter 0 % bzw. über 100 % erreichen. Dabei ist es wichtig, für jeden Grenzwert eine exakte Prüfmethode (inklusive Probenvorbereitung) festzulegen, da unterschiedliche analytische Messmethoden bei ein und derselben Probe oft verschiedene Istwerte ergeben.
Die American Chemical Society gibt regelmäßig ein Verzeichnis für derzeit ungefähr 500 Chemikalien in der Qualität „ACS Reagent Chemicals“ heraus, für die Grenzwerte und Prüfmethoden exakt beschrieben sind. Pharmakopöen (z. B. Europäischen Arzneibuch und in der United States Pharmacopeia) enthalten analog eine Vielzahl von Grenzwerten und Prüfmethoden für Stoffe, Materialien und Methoden zur Herstellung von Arzneimitteln. Bei der Bewertung der Prüfergebnisse sind stets die Rundungsregeln nach DIN 1333 zu beachten.

## Beispiele für Grenzwerte
- untere Grenzwerte bei Gehaltsangaben, z. B. ≥ 97,0 % Gehalt für Essigsäureanhydrid in der Qualität „ACS Reagent Chemicals“,[3]
- untere und obere Grenzwerte bei tolerierten maximalen verschiedenen Abweichungen vom Sollwert (100 %), z. B. Arzneistoffreinheit von Acetylsalicylsäure vom unteren Grenzwert von 99,5 % bis zum oberen Grenzwert von 101,0 % (getrocknete Substanz),[4] Reinheit des Arzneistoffs Cortisonacetat 97,0 % bis 103,0 % (getrocknete Substanz),[5] dies entspricht 100,0 % (± 3,0 %),
- untere und obere Grenzwerte zur Charakterisierung der Enantiomerenreinheit des chiralen Naturstoffs D-Glucose in der Qualität „ACS Reagent Chemicals“, z. B. durch Angabe des unteren Grenzwertes Gu  und des oberen Grenzwertes Go für den optischen Drehwert α.[6]Schema zur Veranschaulichung einer beidseitig begrenzten Spezifikation (z. B. für den optischen Drehwert α). Der Toleranzbereich der Spezifikation ist grün markiert. Er beginnt mit dem unteren Grenzwert Gu und endet mit dem oberen Grenzwert Go.

Schema zur Veranschaulichung einer beidseitig begrenzten Spezifikation (z. B. für den optischen Drehwert α). Der Toleranzbereich der Spezifikation ist grün markiert. Er beginnt mit dem unteren Grenzwert G_{u} und endet mit dem oberen Grenzwert G_{o}.

- Gemische aus brennbaren Gasen, Dämpfen oder Stäuben mit Luft und damit dem in ihr enthaltenen Sauerstoff sind bei bestimmten, stofftypischen Mischungsverhältnissen explosionsfähig. Diese Mischungsverhältnisse bestimmen den Explosionsbereich, der durch seine zwei Explosionsgrenzen, der oberen und der unteren Explosionsgrenze (OEG bzw. UEG), beschrieben wird. Diese Grenzen werden auch als Zündgrenzen bezeichnet.[7]

- obere Grenzwerte (Maximalwerte), z. B. Chloridgehalt ≤ 0,15 % für Natriumcyanid in der Qualität „ACS Reagent Chemicals“,[8]
- obere Grenzwerte (Maximalwerte) für Lösungsmittel-Rückstände in Arzneistoffen, Hilfsstoffen und Arzneimitteln, festgelegt in Arzneibüchern.
- obere Grenzwerte für Stoffe in der Luft am Arbeitsplatz beim Arbeitsplatzgrenzwert (AGW),[9] früher auch der MAK-Wert.[10]
- obere Grenzwerte für Stoffe in einem biologischen Material beim biologischen Grenzwert (BGW).[9]
- obere Grenzwerte in der Analytischen Chemie: die Grenzkonzentration (in g·ml−1) ist die minimale Konzentration, bei der in einer qualitativen Nachweisreaktion der Nachweis positiv ausfällt,[11]
- in der Physikalischen Chemie ist die Grenzkonzentration (Sättigungslöslichkeit) die maximale Konzentration, mit der eine feste Substanz in einer Flüssigkeit löslich ist,[12]
- in der Lebensmittelindustrie müssen für die durch eine Gefahrenanalyse identifizierten kritischen Kontrollpunkte (CCP)  Maximal- oder Minimalwerte (z. B. pH-Wert) festgelegt und überwacht werden, um vorbeugend eine Gefährdung des Verbrauchers abzuwenden, zu eliminieren oder auf ein erträgliches Niveau zu reduzieren. Diese Prinzipien sind im HACCP-Verfahren geregelt.

## Kritik
- Im Baustoffatlas (Herausgeber Manfred Hegger) wird kritisiert, dass Grenz- und Zielwerte nach der Zumutbarkeit und höchstzulässigen Belastung und weniger nach technisch erreichbaren Tiefstwerten oder Resultaten naturwissenschaftlicher Verfahren vereinbart würden. Es wären im Grunde nur Versuche, Auslösemechanismen oder Wirkungen, über die man wenig weiß, abzuschätzen. Grenzwerte würden Umweltzustände nicht optimieren, sondern wären „bestenfalls die normative Festlegung von Erträglichkeit und Risiken eines scheinbar unabänderlichen Zustandes.“[13]

- Bei Pestiziden sind für empfindliche Menschen selbst Konzentrationen problematisch, die bis zu 10.000-fach unter den heutigen Grenzwerten liegen.[14][15]